# Rattenbeetziekte
Rattenbeetziekte is een acute koortsende infectieziekte die wordt overgebracht door knaagdieren, in de meeste gevallen ratten.  De ziekte is zeldzaam.
Eigenlijk gaat het om twee verschillende ziekten met verschillende verwekkers, beide gram-negatief en facultatief anaeroob, de Streptobacillus moniliformis en, zeldzamer, de spirocheet Spirillum minus, die enigszins vergelijkbare symptomen geeft. De ziekte wordt overgedragen via slijmvliessecreties of urine van de rat, meestal na een rattenbeet of een verwonding door een rat of door dieren die op ratten jagen.
De ziekte veroorzaakt door de streptobacillus begint 2 tot 10 dagen na een rattenbeet. De symptomen doen denken aan een zware griep, met matige koorts, rillingen, gewrichtspijnen en een diffuse roodheid, vooral van handen en voeten. De bacterie kan worden teruggevonden in bloedkweken, en penicilline is meestal goed werkzaam als behandeling. Spontane genezing treedt ook bij afwachten meestal op. Complicaties komen zelden voor maar endocarditis en meningitis zijn wel beschreven. Er zijn echter ook wel gevallen beschreven met een fulminant beloop waarin de ziekte binnen korte tijd fataal verliep.
De ziekte die wordt veroorzaakt door Spirillum minus is zeldzamer, en komt vooral voor in Azië (sodoku, niet te verwarren met het spelletje sudoku). De symptomen treden in dit geval pas 2 tot 4 weken na de blootstelling op, en de besmette wond geneest maar langzaam onder tekenen van ontsteking. De koorts houdt langer aan en kan weer opflakkeren, soms maandenlang. Gewrichtspijnen en maagklachten zijn hier zeldzamer. Penicilline is echter wel weer effectief. 
De diagnose zal over het algemeen alleen overwogen worden als de patiënt recent contact met ratten of andere knaagdieren meldt. De ziekte staat ook wel bekend als haverhillkoorts (Haverhill Fever) (dit is de darmvorm, die kan ontstaan door orale opname van de bacterie) en als erythema arthriticum epidemicum.